# Philippe Hurault de Cheverny

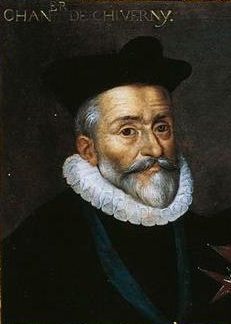
Philippe Hurault de Cheverny, anonym, 17. Jahrhundert, Galerie des illustres, Schloss Beauregard

Philippe Hurault, Comte de Cheverny (* 25. März 1528 in Cheverny; † 30. Juli 1599 daselbst) war ein französischer Magistrat des 16. Jahrhunderts. Ab 1578 war er Siegelbewahrer von Frankreich (Garde des sceaux de France), sowie von 1583 bis 1588 und von 1590 bis 1599 Kanzler von Frankreich.
Bei der Thronbesteigung Heinrichs III. galt er als eine Art Regierungschef. Unter der folgenden Regierung verbündete er sich, trotz seiner politischen Verbindungen zur Heiligen Liga mit Henrich IV., der ihn in seinem Amt als Kanzler behielt.

## Leben

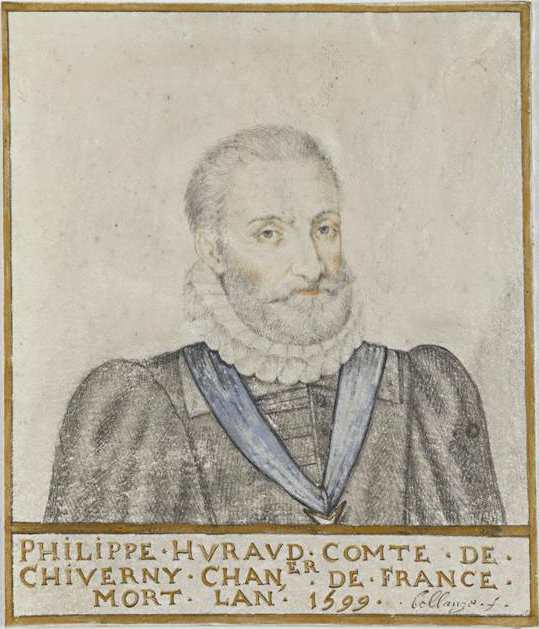
Philippe Hurault de Cheverny.
Porträt von Thierry Bellangé, Schloss Pau, 17. Jahrhundert.

Philippe Hurault war das siebte Kind von Raoult Hurault, Seigneur de Cheverny und Contrôleur des finances des Königs Franz I., und Marie de Beaune, Tochter von Jacques de Beaune, Baron de Semblançay; er war entsprechend den Wünschen seines Vaters, der wenige Wochen nach seiner Geburt während des siebten Italienkriegs (1527–1529) starb, für eine kirchliche Karriere vorgesehen. Er hatte die Unterstützung seines Vetters Étienne Poncher, Erzbischof von Tours, sowie seiner Onkel Jacques Hurault de Cheverny, Bischof von Autun, und Philippe Hurault, Abt von Marmoutier. Aber nach ihr ihrem Tod entschied er, auf eine militärische Laufbahn hinzuarbeiten (er begleitete 1552 Heinrich II. auf seinem Feldzug gegen Kaiser Karl V.), die er später in eine politische umwidmete.
Er wurde 1552 Kommendatarabt der Abtei Saint-Pierre-le-Vif (was er bis 1564 blieb), und Ratgeber im Parlement de Paris, indem er das Amt von Michel de L’Hospital erwarb, und 1562 Maître des requêtes. Er war 1569 Zeuge der Schlacht von Jarnac und der Schlacht bei Moncontour. Heinrich III. ernannte ihn 1578 zum Siegelbewahrer und zum Kanzler des Ordre du Saint-Esprit, 1582 zum Lieutenant-général des Orléanais und des Pays Chartrain, sowie 1583 zum Kanzler.
Nach der Journée des barricades (1588) fiel er aufgrund seiner Verbindungen zur Liga in Ungnade und zog sich vom Hof zurück. Heinrich IV. rief ihn im August 1590 zurück und gab ihm erneut das Amt des Kanzlers, das er bis zu seinem Tod behielt.
Philippe Hurault de Cheverny ist der Autor von Mémoires, die die Jahre 1567 bis 1599 umfassen. Der Autor Robert Garnier (1544–1590), den Hurault seit mindestens 1574 kannte, widmete ihm sein Liebesdrama Bradamante (1582).

## Familie
Philippe Hurault heiratete Anne de Thou (1550–1584), nachdem er auf seine kirchlichen Benefizien verzichtet und 1566 Dispens aus Rom erhalten hatte. Anne de Thou war die Tochter von Christophe de Thou, Premier Président du Parlement, der Geschichtsschreiber und Staatsmann Jacques-Auguste de Thou war sein Schwager. Das Ehepaar bekam sieben Kinder:
- Henri Hurault, † jung, Seigneur d‘Esclimont
- Henri Hurault, * 1575, † 1648, Comte de Cheverny, Erbauer des heutigen Schlosses Cheverny; ⚭ (1) Françoise Chabot-Charny, Tochter von Léonor Chabot, Comte de Charny, Großstallmeister von Frankreich
- Philippe Hurault, * 1579, † 1620, 1599 Bischof von Chartres
- Louis Hurault, † 1639, Comte de Limours; ⚭ (1) Isabelle d’Escoubleau de Sourdis, Tochter von François d’Escoubleau und Isabeau Babou de La Bourdaisière (siehe unten); ⚭ (2) Claire de Bridiers
- Marguerite Hurault, † 1614; ⚭ (1) Gui de Laval-Montmorency, Marquis de Nesle, Comte de Joigny; ⚭ (2) Anne d’Anglure, Seigneur de Givry; ⚭ Armand Le Dangereux, Seigneur de Beaupui
- Anne Hurault, † 1635; ⚭ (1) Gilbert de La Trémoille, Marquis de Royan; ⚭ (2) Charles, Marquis de Rostaing
- Catherine Hurault, * 1583, † 1615 ; ⚭ (1) Virginal d’Escoubleau, Marquis d’Alluyes, Sohn von François d’Escoubleau und Isabeau Babou de La Bourdaisière (siehe unten); ⚭ (2) Antoine d’Aumont, Marquis de Nolay, Sohn von Jean VI. d’Aumont (Haus Aumont)

Aus einer unehelichen Beziehung hatte er zwei weitere Kinder:
- Raoul Hurault, Abt von Saint-Nicolas
- Marie Hurault ⚭ Raymond de Fontebride, Seigneur de Sane

Ihm wird darüber hinaus eine Beziehung mit Isabeau Babou de La Bourdaisiére nachgesagt, der Tochter von Jean Babou und Ehefrau von François d’Escoubleau. Sie war die Schwester von Françoise Babou de La Bourdaisière, der Ehefrau von Antoine IV. d’Estrées, die Isabeau während ihrer Flucht nach Issoire (1589–1592) ihre Kinder (mit Ausnahme des jüngsten, Julienne Hippolyte) überließ, darunter auch Gabrielle d’Estrées, die 1592 die Mätresse Heinrichs IV. wurde.

## Immobilienbesitz
Die Familie Hurault war seit mehreren Generationen im Besitz von Schloss Cheverny, allerdings musste Philippe Hurault es nach der Beschlagnahme durch den König von Diane de Poitiers zurückerwerben. Die Domäne wurde zur Vizegrafschaft und 1582 zur Grafschaft erhoben. Er besaß darüber hinaus eine Wohnung östlich von Paris im Gebiet von La Roquette, kaufte um 1587 die Herrschaft Auneau (bei Chartres) von Henri de Joyeuse, die er an François d’Escoubleau, den Ehemann Isabeaus abtrat.

### Weblink
- Etienne Pattou, Famille Hurault (online, abgerufen am 12. Juli 2019)